# Ljerko Spiller
Ljerko Spiller (Crikvenica, 22. srpnja 1908. – Buenos Aires, 9. studenoga 2008.), hrvatski i argentinski violinist i glazbeni pedagog. 

## Životopis
Špiller je rođen u Crikvenici 22. srpnja 1908. godine u židovskoj obitelji. Nakon prvog svjetskog rata je preselio s obitelji iz Crikvenice u Zagreb, gdje je učio svirati violinu u Glazbenoj školi Hrvatskog glazbenog zavoda kod samog utemeljitelja Zagrebačke violinističke škole Vaclava Humla.
Kao stipendist francuske vlade je znanje usavršavao na pariškoj École Normale de Musique, počevši od 1928., kada je počeo učiti kod Gastona Pouleta, a nastavio kod slavnog Jacquesa Thibauda. Na njegovu preporuku Spiller svira u svježe utemeljenom Komornom orkestru Alfreda Cortota (zajedno sa, među ostalim, Zinom Francescattijem i violistom Mauriceom Vieuxom). Kad je Francescatti otišao, Spiller je dobio njegovo mjesto koncertnog majstora. Diplomiravši na svojoj školi 1930., uskoro se zaposlio na njoj kao predavač, radivši do 1935.
Od 1935. živi i radi u Argentini.
Od 1989. predsjedao je ocjenjivačkim sudom na Međunarodnom violinističkom natjecanju "Vaclav Huml". 
Autor je metode za učenje sviranje violine Djeca uče svirati violinu (objavljeno na njemačkom, španjolskom i engleskom)
Umro je 2008. u 101. godini života.

## Nagrade
- 1935.: jedan od laureata na međunarodnom violinističkom natjecanju Henryk Wieniawski, održanom u Varšavi
- 1971.: nagrada Sirlin
- 1996.: počasna diploma OEA-e i CIDEM-a, dodijeljeno u Washingtonu
- 1997.: Red Danice hrvatske s likom Marka Marulića
- 1999.: Čovjek godine u izboru Američkog biografskog instituta
- nagrada Konex za pedagoga
- nagrada Konex za klasičnu glazbu
- nagrada Bach 2000.
- posebno priznanje SADEM (Sociedad Argentina de Educación Musical)
- 2001.: počasni građanin Buenos Airesa

## Vanjske poveznice
- MATICA HRVATSKA / VIJENAC – Zlatko Stahuljak: LJERKO SPILLER – In memoriam: Sljedbenik Vaclava Humla  Arhivirana inačica izvorne stranice od 27. rujna 2012. (Wayback Machine)